# Englische Cricket-Nationalmannschaft in Neuseeland in der Saison 1977/78
Die Tour der englischen Cricket-Nationalmannschaft nach Neuseeland in der Saison 1977/78 fand vom 10. Februar bis zum 10. März 1978 statt. Die internationale Cricket-Tour war Bestandteil der Internationalen Cricket-Saison 1977/78 und umfasste drei Tests. Die Serie endete 1–1 unentschieden.

## Vorgeschichte
England spielte zuvor eine Tour in Pakistan, für Neuseeland war es die erste Tour der Saison.
Das letzte Aufeinandertreffen der beiden Mannschaften bei einer Tour fand in der Saison 1974/75 in Neuseeland statt.

## Stadien
Die folgenden Stadien wurden für die Tour als Austragungsort vorgesehen.
| Stadion        | Stadt        | Kapazität | Spiele  |
| -------------- | ------------ | --------- | ------- |
| Eden Park      | Auckland     | 50.000    | 3. Test |
| Lancaster Park | Christchurch | 38.628    | 2. Test |
| Basin Reserve  | Wellington   | 11.000    | 1. Test |

## Kaderlisten
Die folgenden Kader wurden benannt.
| Test | Test |
| Neuseeland | England |
| --- | --- |
| - Mark Burgess (K) - Robert Anderson - Stephen Boock - Lance Cairns - Ewen Chatfield - Richard Collinge - Bevan Congdon - Jock Edwards (wk) - Dayle Hadlee - Richard Hadlee - Geoff Howarth - Warren Lees (wk) - John Parker - John Wright | - Geoff Boycott (K) - Ian Botham - Phil Edmonds - Mike Gatting - Mike Hendrick - John Lever - Geoff Miller - Chris Old - Clive Radley - Derek Randall - Graham Roope - Brian Rose - Bob Taylor (wk) - Bob Willis |

## Tests

### Erster Test in Wellington
| 10. – 15. Februar Scorecard | Wellington (BR) | Neuseeland 228 (87.6) & 123 (44.3) | – | England 215 (94.4) & 64 (27.3) |
|                             |                 | Neuseeland gewinnt mit 72 Runs     |   |                                |

England gewann den Münzwurf und entschied sich als Feldmannschaft zu beginnen.

### Zweiter Test in Christchurch
| 24. Februar – 1. März Scorecard | Christchurch (LP) | England 418 (145.5) & 94-4d (22) | – | Neuseeland 235 (92.7) & 105 (27) |
|                                 |                   | England gewinnt mit 174 Runs     |   |                                  |

England gewann den Münzwurf und entschied sich als Schlagmannschaft zu beginnen.

### Dritter Test in Auckland
| 4. – 10. März Scorecard | Auckland | Neuseeland 315 (105.6) & 382-8 (118) | – | England 429 (156.3) |
|                         |          | Remis                                |   |                     |

Neuseeland gewann den Münzwurf und entschied sich als Schlagmannschaft zu beginnen.